# Вдовин, Николай Михайлович
Николай Михайлович Вдовин — советский хозяйственный, государственный и политический деятель, Герой Социалистического Труда.

## Биография
Родился 19 декабря 1918 года в селе Усманка. Член КПСС.
Участник Великой Отечественной войны. С 1946 года — на хозяйственной, общественной и политической работе. В 1946—1992 гг. — рабочий, механик, химик, начальник производства аммиака и метанола, главный инженер Кемеровского химического комбината, директор комбината, вновь главный инженер Кемеровского производственного объединения «Азот» Министерства химической промышленности СССР, преподаватель в Кузбасском политехническом университете.
Указом Президиума Верховного Совета СССР от 5 марта 1976 года присвоено звание Героя Социалистического Труда с вручением ордена Ленина и золотой медали «Серп и Молот».
Почетный гражданин города Кемерово.
8 февраля 1993 года награждён Почётной грамотой Президиума Верховного Совета Российской Федерации.
Скончался 16 марта 1999 года в городе Кемерово. 